# براندون دوغلاس
براندون دوغلاس (بالإنجليزية: Brandon Douglas)‏ (و. 1968 – م) هو ممثل، وممثل تلفزيوني، من الولايات المتحدة الأمريكية، ولد في أوكلاهوما سيتي، أوكلاهوما.

## وصلات خارجية
- براندون دوغلاس على موقع IMDb (الإنجليزية)
- براندون دوغلاس على موقع قاعدة بيانات الفيلم (الإنجليزية)